# Franz Hettner
Franz Hermann Erich Hettner (* 28. November 1863 in Dresden; † 8. Oktober 1946 in Wettingen) war Verwaltungsjurist, sächsischer Politiker und deutscher Richter.

## Leben
Hettner war ein Sohn des Literatur- und Kunsthistorikers Hermann  Hettner und dessen zweiter Frau Anna geb. Grahl. Er war mit Anna-Elise Charlotte geb Stübel verheiratet.
Er studierte Rechtswissenschaften in Bonn und wurde im Wintersemester 1884/85 Mitglied im Bonner Kreis.
Hettner war Richter im sächsischen Staatsdienst und saß von 1907 bis 1918 für die Nationalliberale Partei in der 2. sächsische Ständekammer. Während des Ersten Weltkriegs war er von 1915 bis 1917 Richter im besetzten Generalgouvernement Warschau.
1918 wurde er zum Geheimen Justizrat berufen. Nach Krieg war er Mitglied der Deutschen Volkspartei, ab 1919 Reichsgerichtsrat beim Reichsgericht.
Hettner war 1922 unter Stresemann als reichsgerichtliches Mitglied vorgeschlagen worden.
Am 1. April 1926 wurde er als hauptamtlicher Richter im 2. Strafsenat beim
Staatsgerichtshof zum Schutze der Republik (RepSchStGH) nach Leipzig
berufen.
Am 24. Januar 1931 wurde das Wahlprüfungsgericht für den Reichstag der 5. Wahlperiode 1930 bis 1932 gewählt. Als Vorsitzender wurde Johannes Bell und als dessen Stellvertreter Reichsgerichtsrat Hettner gewählt. Hettner trat Anfang 1932 in den Ruhestand.

## Veröffentlichungen
- Kommentar zum Wahlgesetz für die zweite Kammer der Ständeversammlung im Königreiche Sachsen vom 5. Mai 1909 nebst d. Ausführungsverordgn vom 7. Mai 1909, Leipzig : Roßberg, 1909, Textausg. mit Einl. von Franz Hettner
- Kommentar: Die Wahlgesetze für den Landtag im Königreiche Sachsen nebst d. Ausführungsverordn. u. d. Best. über d. Betrieb d. Landtags, Franz. - Leipzig : Rossberg, 1919
- Zur Auslegung des neuen GeldstrafenG in Leipziger Zeitschrift für deutsches Recht 16. Jg. 1922, S. 425 ff
- Zum Buche Schiffer „Sturm über Deutschland“, DRiZ 1932, 66